# Parlamentsvalget i Moldova, juli 2009
.
Parlamentsvalget i Moldova, juli 2009 blev afholdt i Moldova den 29. juli 2009.
Moldovas parlament, der var blevet valgt kun var få måneder forinden den 5. april 2009, blev opløst af præsident Vladimir Voronin den 15. juni 2009, efter det to gange var mislykket for parlamentet at vælge en ny præsident. Det betød at der ifølge forfatningen skulle udskrives nyvalg.
Før opløsningen af parlamentet blev spærregrænsen sænket fra 6 % til 5 %. I midten af juli gav en meningsmåling Kommunistpartiet 29,7 % af stemmerne, og sammen med det socialistiske Moldovas Demokratiske Parti over 40 %. Lederen af Kommunistpartet, Voronin, udelukkede ikke helt at deltage i en koalition med oppositionspartierne, hvis valgresultaterne ikke gav flertal til nogen af fløjene.

## Valgresultater
Voronins parti, Kommunistpartiet i Moldova, fik omkring 45 % af stemmerne, mens de fire oppositionspartier fik fra 7 % til 16 %. Disse fire partier havde sammen et flertal imod Kommunistpartiet.
I forhold til forrige sidste valg i april 2009 mistede Kommunistpartiet opbakning (-4,72 %) hvilket begunstigede Det Demokratiske Parti (+9,8 %), Det Liberal Demokratiske Parti (+4,12 %) og Det Liberale Parti (+1,48 %).
Andre mindre partier mistede også opbakning fra vælgerne. Bl.a. de to borgerlige partier Vores Moldova Alliance (-2,42 %), Kristendemokratisk Folkeparti (-1,79 %) og Det Socialdemokratiske Parti (-1,18 %).
Otte partier deltog ved parlamentsvalget: fire partier som var repræsenterede i det forrige parlament (Kommunistpartiet, Det Liberale Parti, Det Liberal Demokratiske Parti, Vores Moldova Alliance), tre partier med under 2 % af stemmerne hver, og som dermed ikke kom over spærregrænsen på 5 % (Kristendemokratisk Folkeparti, Det Socialdemokratiske Parti, Det Økologiske Parti). Det Demokratiske Parti blev repræsenteret med 13 mandater efter ikke at have været valgt ind ved valget april 2009.
| Partier og Alliancer          | Stemmer   | Stemmefordeling (%) | +/- (%) | Mandater |
| ----------------------------- | --------- | ------------------- | ------- | -------- |
| Kommunistpartiet              | 706.732   | 44.69               | -4.72   | 48       |
| Liberal Demokratiske Parti    | 262.028   | 16.57               | +4.12   | 18       |
| Det Liberale Parti            | 232.108   | 14.68               | +1.55   | 15       |
| Det Demokratiske Parti        | 198.268   | 12.54               | +9.57   | 13       |
| Vores Moldova Alliance        | 116.194   | 7.35                | -2.42   | 7        |
| Kristendemokratisk Folkeparti | 30.236    | 1.91                | -1.79   | -        |
| Socialdemokratisk Parti       | 29.434    | 1.86                | -1.18   | -        |
| Det Økologiske Parti          | 6.517     | 0.41                | 0.41    | -        |
| Valgdeltagelse (58.77%)       | 1.581.517 | 100                 | -       | 101      |